# Bogdany Małe
Pour les articles homonymes, voir Bogdany.
Bogdany Małe (prononciation : [bɔɡˈdanɨ ˈmawɛ]) est un village polonais de la gmina de Chorzele dans le powiat de Przasnysz de la voïvodie de Mazovie, au centre-est de la Pologne.

## Histoire
De 1975 à 1998, le village appartenait administrativement à la voïvodie d'Ostrołęka.[réf. nécessaire]